# 神奇的数字：7±2
《神奇的数字：7±2：我们信息加工能力的局限》（The Magical Number Seven, Plus or Minus Two: Some Limits on Our Capacity for Processing Information）是美国认知心理学家乔治·A·米勒的一篇重要论文，1956年发表于《心理学评论》（The Psychological Review）。

## 记忆广度
1956年，米勒最早对短期记忆能力进行了定量研究——“神奇的数字：7±2”。他注意到年轻人的记忆广度大约为7个单位（阿拉伯数字、字母、单词或其他单位），称为组块。后来的研究显示广度与组块的类别有关，例如阿拉伯数字为7个，字母为6个，单词为5个，而较长词汇的记忆广度低于较短词汇的记忆广度。通常，口头内容的记忆广度（阿拉伯数字、字母、单词等）强烈取决于朗读这些内容的时间。其他一些因素也影响到人类标准广度，因此难以将短时记忆或工作记忆的能力限制在许多组块内。但是，Cowan (2001)认为年轻人的工作记忆能力为4个组块（儿童和老人较低）。